# Drumcondra FC
Drumcondra FC was een Ierse voetbalclub uit de hoofdstad Dublin.
De club werd in 1928 toegelaten tot de eerste klasse en speelde daar de volgende 44 seizoenen.
Het duurde tot na de Tweede Wereldoorlog vooraleer de club echt succes boekte, tussen 1946 en 1951 eindigde de club telkens in de top 3. Daarna was de club erg wispelturig al werden er nog wel 3 titels binnen gehaald, maar meestal werden die het jaar daarop gevolgd door een slechte notering. Eind jaren 60 ging het slechter en in 1970 en 1971 eindigde de club telkens op de laatste plaats. Na 1971/72 fusioneerde de club met Home Farm FC die van dan af de plaats van Drumcondra in de hoogste klasse innam.

## Erelijst
- Landskampioen
  - 1948, 1949, 1958, 1961, 1965
- FAI Cup
  - Winnaar: 1927, 1943, 1946, 1954, 1957
  - Finalist: 1928, 1948, 1955, 1961

## Eindrangschikkingen
| - 1928-29 - 4 - 1929-30 - 7 - 1930-31 - 11 - 1931-32 - 9 - 1932-33 - 10 - 1933-34 - 7 - 1934-35 - 9 - 1935-36 - 9 - 1936-37 - 6 - 1937-38 - 12 - 1938-39 - 8 |  | - 1939-40 - 6 - 1940-41 - 6 - 1941-42 - 9 - 1942-43 - 3 - 1943-44 - 6 - 1944-45 - 4 - 1945-46 - 2 - 1946-47 - 2 - 1947-48 - 1 - 1948-49 - 1 - 1949-50 - 2 |  | - 1950-51 - 3 - 1951-52 - 6 - 1952-53 - 2 - 1953-54 - 3 - 1954-55 - 6 - 1955-56 - 8 - 1956-57 - 2 - 1957-58 - 1 - 1958-59 - 5 - 1959-60 - 9 - 1960-61 - 1 |  | - 1961-62 - 7 - 1962-63 - 3 - 1963-64 - 8 - 1964-65 - 1 - 1965-66 - 7 - 1966-67 - 8 - 1967-68 - 7 - 1968-69 - 9 - 1969-70 - 14 - 1970-71 - 14 - 1971-72 - 12 |

## Drumcondra in Europa
#Q = #kwalificatieronde, #R = #ronde, 1/8 = achtste finale, T/U = Thuis/Uit, W = Wedstrijd, PUC = punten UEFA coëfficiënten .
Uitslagen vanuit gezichtspunt Drumcondra FC
| Seizoen | Competitie           | Ronde | Land                                         | Club                 | Totaalscore | 1e W    | 2e W    | PUC |
| ------- | -------------------- | ----- | -------------------------------------------- | -------------------- | ----------- | ------- | ------- | --- |
| 1958/59 | Europacup I          | Q     | Vlag van Spanje (11 okt. 1945- 20 jan. 1977) | Atlético Madrid      | 1-13        | 0-8 (U) | 1-5 (T) | 0.0 |
| 1961/62 | Europacup I          | Q     | Vlag van Duitsland                           | 1. FC Nürnberg       | 1-9         | 0-5 (U) | 1-4 (T) | 0.0 |
| 1962/63 | Jaarbeursstedenbeker | 1R    | Vlag van Denemarken                          | Staevnet XI (Odense) | 6-5         | 4-1 (T) | 2-4 (U) | 4.0 |
|         |                      | 1/8   | Vlag van Duitsland                           | FC Bayern München    | 1-6         | 0-6 (U) | 1-0 (T) | 4.0 |
| 1965/66 | Europacup I          | Q     | Vlag van Duitse Democratische Republiek      | ASK Vorwärts Berlin  | 1-3         | 1-0 (T) | 0-3 (U) | 2.0 |
| 1966/67 | Jaarbeursstedenbeker | 1R    | Vlag van Duitsland                           | Eintracht Frankfurt  | 1-8         | 0-2 (T) | 1-6 (U) | 0.0 |

Totaal aantal punten voor UEFA coëfficiënten: 6.0